# Запис храст мањи (Шиљаковац) СП43 Три храста лужњака
Запис храст мањи (Шиљаковац) СП43 Три храста лужњака се налази на парцели чији је власник ПКБ Болеч.

## Локација
| Општина             | Барајево                                                                    |
| Катастарска општина | Шиљаковац                                                                   |
| Потес               | Гробљанска                                                                  |
| Координате          | 44° 33′ 41″ С; 20° 20′ 25″ И / 44.561500000000002° С; 20.340299999999999° И |
| Надморска висина    | 122m                                                                        |

## Карактеристике
Дендрометријске вредности утврђене на терену и сателитским снимцима:
| Стабло                     | Храст |
| Висина стабла              | m     |
| Обим дебла                 | m     |
| Пречник крошње             | 28m   |
| Пречник дебла              | m     |
| Висина дебла до прве гране | m     |

## База записа
Запис је у оквиру Викимедија пројекта "Запис - Свето дрво" заведен под редним бројем 1073.